# Usine de Musson
L'usine de Musson était une usine sidérurgique belge située à Musson, en province de Luxembourg. Elle naît officiellement par arrêté royal le 26 avril 1882 avec les débuts de la construction du premier haut fourneau. Elle produisit de l'acier sous forme de lingots qui alimentait les forges gaumaises et lorraines. Elle doit fermer ses portes le 1er avril 1967 à cause de la concurrence féroce des marchés étrangers, de l'ouverture des marchés par les traités de la jeune Union européenne et de la trop faible teneur en fer de la minette lorraine (de 28 à 34 %), qui servait de matière première à l'industrie et qui était extraite dans les mines locales. Elle fut la toute première industrie à fermer ses portes dans la région, annonçant, bien qu'à sa petite échelle, la crise de la sidérurgie dans le bassin lorrain et le déclin de cette activité partout dans la région.

## Histoire

### Origines
L'industrialisation de la Belgique au XVIIIe siècle requérait de grandes quantités de produits dérivés de la métallurgie. Dans cette optique, l'État favorisa la création d'entreprises de ce type un peu partout où cela était rentable, c'est-à-dire dans les zones où le sol était ferreux. C'était précisément le cas de la lorraine belge, au sud de la province de Luxembourg, où le sol de ses cuestas renfermait la minette lorraine qui possédait une teneur en fer d'environ 30 à 40 %, ce qui n'était pas beaucoup mais tout de même rentable. Celle-ci était déjà exploitée depuis le XVIe siècle un peu partout dans la région et notamment à Athus, Herserange et Longwy. Les forges pullulaient et étaient demandeuses d'acier.

### Les débuts
C'est donc le 26 avril 1882 que la Banque nationale de Belgique finança le projet de construction d'une usine sidérurgique à Musson, après ses consœurs d'Athus et d'Halanzy. Un premier haut fourneau de 19 mètres de haut, 5,5 mètres de diamètre et pouvant écouler 60 tonnes de fonte par jour, fut érigé avec ses installations annexes. Ils entrèrent en service en 1883 sous le nom de « Syndicat des hauts fourneaux de Musson ». La direction fut confiée à un homme d'Esch-sur-Alzette: Adolphe Heurion. En 1884, un second haut fourneau d'une capacité journalière de 150 tonnes fut construit et le premier fut amené à la même puissance de production. L'usine fut également connectée au chemin de fer belge et à sa nouvelle ligne Athus - Meuse.
En 1885, la société changea de nom pour s'appeler la Société Anonyme des hauts fourneaux, fonderies et mines de Musson. Comme son nom l'indique, elle avait englobé en son sein la mine locale qui fournissait la matière première à l'usine. Elle possédait un capital d'1,5 million de francs belges et avait son siège rue Royale à Bruxelles. Le personnel était affilié à la société de secours mutuel, les premières mutuelles. L'usine comptait alors 160 ouvriers. Ceux-ci, fait notable pour l'époque, entrèrent en grève pendant deux jours le 18 mars 1898, revendiquant une hausse salariale. À la fin des années 1880, une première petite crise frappe le secteur qui a du mal à vendre sa fonte. Cependant elle ne durera qu'une dizaine d'années et n'eut pas de conséquences graves. En 1899, l'électricité fit son apparition dans l'usine.

### LeXXesiècle: grandeur et décadence
Pendant la Première Guerre mondiale, les deux hauts fourneaux mussonais furent détruits. Ils furent reconstruits dès 1919 et retrouvèrent du service respectivement en 1922 et 1923. Ils furent alors tous deux portés à une capacité journalière de 200 tonnes.
En 1931, la crise économique de l'époque eut des conséquences sur l'usine gaumaise : l'un des deux hauts fourneaux dut être éteint à cause des difficultés à écouler la marchandise. Le deuxième subit le même sort en 1932 et l'usine s'arrêta alors de tourner. Elle fut rouverte en 1937, avec la remise en fonction d'un des deux hauts fourneaux.
Le 17 septembre 1939, la Société Anonyme des hauts fourneaux, fonderies et mines de Musson, fusionna avec sa voisine d'Halanzy, ce qui entraina la fermeture définitive de son usine. La nouvelle société se nommait Société Anonyme minière et métallurgique de Musson et d'Halanzy. Le siège social était toujours à Bruxelles mais le capital fut élevé à 18 millions de francs belges et le nouveau directeur fut Lucien Boël, maître de forges à La Louvière.
Le 10 mai 1940, l'usine de Musson est de nouveau arrêtée, encore une fois pour cause de guerre, la Seconde Guerre mondiale venant alors de commencer en Belgique. Elle rouvrit le 17 avril 1946 avec l'ajout d'une fonderie pour mouler les pièces d'usine. À l'époque, la société faisait travailler 200 ouvriers et 20 employés, produisant 5 000 tonnes de fonte par mois.
Cependant, la concurrence, d'une part locale avec l'usine d'Athus, bien plus grosse, et d'autre part internationale due à la fin de la période industrielle en Europe et à l'ouverture des marchés, eut raison de l'usine mussonaise qui dut éteindre ses deux hauts fourneaux le 1er avril 1967. Les quelque 150 personnes encore employées à l'époque furent reclassées dans les industries avoisinantes. La mine de fer, quant à elle, subsista encore une décennie, mais dut fermer ses portes après la fermeture de l'usine d'Athus en 1977, qui était son principal client.
L'usine de Musson fut totalement rasée en 1983.